# Jelena Blagojević
Jelena Blagojević (Olovo, 1º dicembre 1988) è una pallavolista serba, schiacciatrice del Developres Rzeszów.

## Carriera

### Club
La carriera, a livello professionistico, di Jelena Blagojević comincia nella stagione 2007-08 quando entra nella Stella Rossa, militante nella Superliga serba: resta legata al club di Belgrado per quattro annate aggiudicandosi due scudetti e due Coppe di Serbia.
Nella stagione 2011-12 si trasferisce in Italia, vestendo la maglia della Robur Tiboni Urbino, in Serie A1: resta nella stessa divisione anche nella stagione successiva, ingaggiata dal Bergamo, dove rimane per tre annate.
Nella stagione 2015-16 firma per l'İdman Ocağı, in Voleybol 1. Ligi: con il club turco raggiunge il secondo posto in Challenge Cup, ottenendo il riconoscimento di MVP.
Nella stagione 2016-17 si sposta in Polonia, accasandosi al Chemik Police, in Liga Siatkówki Kobiet, vincendo sia la Coppa di Polonia che il campionato. Nell'annata 2018-19 è sempre nella massima divisione polacca ma nel Developres Rzeszów, conquistando la Supercoppa polacca 2021 e la Coppa di Polonia 2021-22.

### Nazionale
Nel 2007 viene convocata nella nazionale serba under 20 per partecipare alla qualificazioni per il campionato mondiale 2007 di categoria.
Nel 2012 ottiene le prime convocazioni nella nazionale maggiore, con cui, nello stesso anno, si aggiudica la medaglia di bronzo all'European League e partecipa ai Giochi della XXX Olimpiade, chiusi all'undicesimo posto. Nel 2017 conquista la medaglia di bronzo al World Grand Prix e quella d'oro al campionato europeo. Nel 2019 ottiene nuovamente l'affermazione nel campionato continentale.
Nel 2021 conquista la medaglia di bronzo ai Giochi della XXXII Olimpiade di Tokyo e quella d'argento al campionato europeo.

## Palmarès

### Club
- Campionato serbo: 2

2009-10, 2010-11
- Campionato polacco: 1

2016-17
- Coppa di Serbia: 2

2009-10, 2010-11
- Coppa di Polonia: 2

2016-17, 2021-22
- Supercoppa polacca: 1

2021

### Nazionale (competizioni minori)
- European League 2012

### Premi individuali
- 2016 - Challenge Cup: MVP
- 2020 - Coppa di Polonia: Miglior ricevitrice